# (11217) 1999 JC4
(11217) 1999 JC4 est un objet de la ceinture principale intérieure découvert en 1999.

## Description
(11217) 1999 JC4 a été découvert le 10 mai 1999 à l'observatoire Magdalena Ridge, situé dans le comté de Socorro, au Nouveau-Mexique (États-Unis), par le projet Lincoln Near-Earth Asteroid Research (LINEAR).

### Caractéristiques orbitales
L'orbite de cet astéroïde est caractérisée par un demi-grand axe de 1,94 UA, un périhélie de 1,81 UA, une excentricité de 0,07 et une inclinaison de 19,29° par rapport à l'écliptique. Du fait de ces caractéristiques, à savoir un demi-grand axe inférieur à 2 UA et un périhélie supérieur à 1,666 UA, il est classé, selon la JPL Small-Body Database, objet de la ceinture principale intérieure.

### Caractéristiques physiques
(11217) 1999 JC4 a une magnitude absolue (H) de 15,1 et un albédo estimé à 0,051.